# Gentrit Muslija
Gentrit Muslija (Suiza, 19 de enero de 2006) es un futbolista suizo que juega de portero en el F. C. Wil del Challenge League.

## Estadísticas

### Clubes
Actualizado al último partido disputado el 2 de junio de 2023.
| F. C. Wil · Suiza                     | 2.ª           | 2024-25       | 12 | 0 | ― | ― | ― | ― | 12 | 0 |
| F. C. Wil · Suiza                     | Total club    | Total club    | 12 | 0 | 0 | 0 | 0 | 0 | 12 | 0 |
| Total carrera                         | Total carrera | Total carrera | 12 | 0 | 0 | 0 | 0 | 0 | 12 | 0 |
| (1) Hace referencia a goles marcados. |               |               |    |   |   |   |   |   |    |   |